# Ариг-Буга
Ариг-Буга́, Ариг-Бука́ (монг. Аригбөх; 1219 — 1266) — младший сын Толуя (младшего сына Чингисхана) и Сорхахтани. Соперник своего брата Хубилая в вопросе престолонаследия трона Монгольской империи.

## Молодые годы
В то время, как его старшие братья Мунке и Хубилай воевали в южной и западной Азии, Ариг-Буга оставался в коренных монгольских владениях, поэтому вокруг него сплотилась наиболее консервативная часть монгольского общества.

## Спор о престолонаследии
После смерти великого хана Мунке в 1259 году встал вопрос о престолонаследии. Кандидатов на пост великого хана было два: Хубилай и Ариг-Буга. На сторону Ариг-Буги встала одна из жён Мунке, а также сыновья Мунке Асутай и Урунгташ. Помощь Ариг-Буге обещали также внук Угэдэя Дурчи, внук Чагатая Алгу и внук Джучи Хурумши. Кроме того, у Ариг-Буги были влиятельные союзники и не из числа чингизидов (например, Болгай — самый могущественный человек в монгольской администрации при Мунке).
Ариг-Буга назначил Аландара командующим своей армией и приказал ему собрать войска к северу от Гоби, в то время как Дурчи должен был набрать армию к югу от этой пустыни. Узнав о действиях Ариг-Буги, Хубилай был вынужден остановить наступление на Южную Сун и вернуться с войском на север. В мае 1260 года спешно созванный в Кайпине курултай провозгласил Хубилая великим ханом. Так как выборы прошли вне пределов родовых монгольских земель, и там присутствовали не все представители правящей династии, то Ариг-Буга опротестовал законность этих выборов. В июне 1260 года в Монголии состоялся другой курултай, на котором великим ханом был провозглашён Ариг-Буга. На стороне Ариг-Буги выступили представители трёх из четырёх ветвей правящей династии: Берке (потомок Джучи), Алгу (потомок Чагатая) и многие представители дома Мунке. Главным приверженцем Хубилая был Хулагу.

## Междоусобная война
Стратегия Хубилая заключалась в том, чтобы не дать Ариг-Буге воспользоваться ресурсами земледельческих владений. Опираясь на базу в Каракоруме, Ариг-Буга должен был обеспечить поставку продовольствия для своей армии, а Хубилай стремился отрезать его от центров снабжения. К 1262 году Кадан (сын Угэдэя и двоюродный брат Хубилая) одержал верх над сторонниками Ариг-Буги в землях уйгуров и прежних землях тагнутов. Армия самого Хубилая встала лагерем в северном Китае в районе бывшей цзиньской столицы Чжунду. Таким образом, под властью Ариг-Буги сохранилась лишь одна земледельческая область — долина Енисея. Осенью 1260 года Хубилай повёл войско на Каракорум, и Ариг-Бука отступил к Усу. Обе армии расположились на зимних квартирах.
Пока Хубилай укреплял своё положение в китайских землях, Ариг-Буга стремился сохранить доступ в Среднюю Азию, пути туда должна была охранять армия под руководством Аландара. Однако в конце 1260 года Хадан застиг Аландара под Силяном и, разгромив его армию, обезглавил Аландара.
Так как внук Чагатая Алгу входил в свиту Ариг-Буги, то Ариг-Буга убедил Алгу заявить о своих правах на Среднюю Азию, где правила Эргэнэ-хатун, вдова Хара-Хулагу, ещё одного внука Чагатая. Хубилай посадил на престол Чагатайского улуса Абишку (тоже внука Чагатая), однако войска Ариг-Буги перехватили, задержали и убили Абишку. Алгу смог пробраться к месту назначения и стать ханом. В результате у Ариг-Буги появился незаменимый союзник, который мог снабжать его отчаянно необходимыми припасами.

## Решающие сражения
В ноябре 1261 года состоялись сражения между войсками Ариг-Буги и Хубилая, не принесшие победы ни одной из сторон. Несмотря на неопределённый исход решающего сражения, Хубилай смог установить полный контроль над Монголией. Ариг-Буга был вынужден обратиться за помощью к своему среднеазиатскому союзнику, но к тому времени Алгу уже укрепил свою собственную власть и повернулся против бывшего друга. Ариг-Буга разбил Алгу в сражении на реке Или и занял его бывшую базу, вынудив самого Алгу бежать на запад — в Хотан и Кашгар. Однако это оказалось пирровой победой: новая база находилась в степях, и там по-прежнему не было источников поставок зерна и оружия, а войска Алгу блокировали подходы к южным, более плодородным областям Синьцзяна. Во время суровой зимы 1263 года воины Ариг-Буги и мирное население страдали от голода, погибло много людей и лошадей. К весне 1264 года его покинули даже некоторые самые ярые приверженцы. Из-за дезертирства сторонников Ариг-Буга не мог продолжать борьбу с Алгу, а отступать можно было только во владения Хубилая.

## Капитуляция и смерть Ариг-Буги
Ариг-Буга решил сдаться. Он приехал в Шанду и предстал перед Хубилаем. После некоторой заминки, вызванной неловкостью, братья обнялись и примирились.
Поначалу Хубилай не стал подвергать брата никакому наказанию, однако такая снисходительность оттолкнула многих его сторонников. Чтобы унять недовольных монголов, Хубилай приказал Ариг-Буге не показываться на его глаза целый год, однако многие сочли это наказание слишком мягким и потребовали чистки в рядах изменников. Допросив Ариг-Бугу и выяснив, кто побудил его оспорить права старшего брата, Хубилай казнил десять важнейших приспешников Ариг-Буги.
Хубилай не захотел брать на себя ответственность за единоличное решение судьбы своего брата и созвал курултай для суда над Ариг-Бугой (а также для подтверждения собственного избрания на трон великого хана). Однако Берке и Хулагу вели междоусобную войну и не могли покинуть свои уделы, а Алгу сам ещё не был утверждён на престоле и потому не мог выступать судьёй в деле Ариг-Буги. Впрочем, все три хана вскоре скончались (Хулагу — в 1265, Берке и Алгу — в 1266), и судьба Ариг-Буги оказалась в руках одного Хубилая. Однако Ариг-Буга тяжело заболел и умер в начале 1266 года, избавив Хубилая от затруднений, связанных с необходимостью устраивать суд над родным братом.

## Семья
По сведениям Рашида-ад-Дина Ариг-Буга имел 5 сыновей и 16 внуков.